# サキット・ママドブ
サキット・ママドブ(1958年8月5日 - )はアゼルバイジャン共和国の名誉アーティスト、ユネスコ芸術家協会の会員、教授。

## 略歴
サキット・ママドブは1958年8月5日アゼルバイジャンのネフチャラー市で生まれた。1978年ではアゼルバイジャン美術学校アジム・アジムゼードを優卒した。 1978-1980年には、兵役に服した。1981年のレニングラードのイリヤ・レーピン美術アカデミーの絵画学部に入学し、1987年で優秀な成績で卒業した。サキット・ママドブは30年以上の画家として活動を続け、世界で最も有名な美術展示ホールやギャラリーで展示している。サキット・ママドブは1988年よりアゼルバイジャンアーティストユニオンの会員。ロシア語とトルコ語を話せる。結婚し、子供３人と孫が３人いる。長男ニザール・ママドブ、次男ジェサー・ママドブと娘アイヌル・ママドバーも画家として活動をしている。

## 芸術的活動
現在はサキット・ママドブの芸術作品は世界の有名な美術館やギャラリーで展示され、またコレクターたちの一番取得したい作品の一つです。サキット氏に成功するため何をすれば良いですかと聞かれれば「努力」が必要です。画家は最初に白黒、そのあと色を付けて芸術作品を仕上げていきますと答えます。たしかに、「記念の写真」、「ゲイム」、「トレーニング」、「占い師」、「誕生日」、「レニングラードの思い出」、「イスタンブール」、「祭」、「結婚式」、「メトロ」、「13番のバス」、「アマチュア」 などの作品をみると見事な色の付け方であり、見る人に感動を与えます。
サキット氏の 作品に描かれている時代や場所を何かと関連することはとても難しいです。それは、彼が自分の中にある世界の時代を表しているからです。彼はインタビューで「人間はどのようにこの世に生まれてきてますか？作品も同じく生まれてます。白いカンバスに色をつけて作品がでてくる考えだけで作品を作れない。意識や考えることが大事です。人間は自然に生まれてくる前に、母親のお腹にいるとき、完全に成長してくる体の部分は耳です。それは、情報を早くえとくするためである。作品も同じように生まれます。アーティストが描きたいものを良く見て、考えて、常にそれを思い描きます」と言いました。
サキット氏は自分の作品の中でイメージした人たちは何を考えているか、だれでもわかるように絵がかれています。例えば、「アダムとイブ」の絵では、この世に初めて来た人たちを表現し、彼らの無邪気で、純粋な気持ちを絵がいています。その気持ちは作品を見る観客に伝われ、無意識で喜んだり笑顔になっています。この作品では、悪魔や、体の部分を隠す葉っぱなどを一切表してなく、自ら感じた、「アダムとイブ」の純粋な姿が絵がかれています。作品についてサキット氏を伺うと次のように述べてます「私はアダムとイブを、若い世の中を知らない、純粋な人たちを思い、お臍もないように描がいた。それは、彼れらは一般の人間と違うからです。また、純粋な彼らを守るため、二つの星も空に書きました。色に関しては、最初の人間は土から生まれてきてる考え方により、彼らの体を土の色で描いてます」。
ロシアの有名な評論家アンドリー・バージェノブはサキット氏の作品に感動し、彼の作品はルネサンスの芸術家と同じ印象を残してますと述べてました。

### オパーリズム
オパーリズムはサキット氏が新しく作った絵のスタイルです。オパリズムの言葉の由来はオパール宝石から来てます。ギリシャ語できらめく、ラテン語では見事な、サンスクリット語で宝石の意味です。若いころから、この宝石の温かい色の組み合わせはサキット氏の憧れの色でした。その温かい色の組み合わせは女性の飾りや、服、ヘッドドレスなど、ほとんどの作品にみられます。オーパルの色はサキット氏の作品で新しい形で表れて、美しく輝く色だけではなく、ヒーリング効果も感じられます。この新しいスタイルはサキット氏の弟子たちも良く使われています。近い将来このスタイルはもっと世界に広がっていくようになることに間違いがありません。

## 展示会
1987年から今までサキットの作品は世界のさまざまの国で展示された。アゼルバイジャン、トルコ、ロシア、ベラルーシ、スウェーデン、ウクライナ、ドイツ、フランス、オーストリア、イタリア、ベルギー、イギリス、エジルと、中国、オーストラリア、スコットランド、グルジア、タタルスタン共和国、シンガポール、ポルトガルなど。
- 1989-若者展示会、ミンスク、ベラルーシ
- 1991-アゼルバイジャンのアーティストの展覧会、エルズルム、トルコ
- 1993-クラクフ、ポーランドで展示
- 1994- Art Fayr国際展示会、イスタンブール、トルコ
- 1994-個展、イスタンブール、トルコ
- 1995-イスタンブール、トルコのタクシム広場で展示
- 1996-モスクワ、ロシアで展示
- 1996-「冬オークション」の展示、イスタンブール、トルコ
- 1997-ストックホルム、スウェーデン、個展
- 1998-キエフ、ウクライナではアゼルバイジャンのアーティストの展示会
- 1999-ベルリン、ドイツのアゼルバイジャンのアーティストの展示会
- 2000-オーストラリアのシドニーオリンピックについて展示会
- 2001-ストラスブールの欧州評議会の建物、アゼルバイジャンアーティストの展示会、フランス
- 2001-ブリュッセル、ベルギーKunstbeurs 展示会
- 2002-バクー、アゼルバイジャン2002年の個展
- 2002-モスクワで、「Na Salyanke」展示ホール、ロシアでの個展
- 2004-フランス、パリのフランス上院の美術館で芸術家の20人のアゼルバイジャン人の展示会
- 2004-展覧会はHZ Tagiyevのメモリについて展示、バクー、アゼルバイジャン
- 2005- ソウル、韓国の世界環境保護について展示
- 2005-バクー、「アーティストの目で見たイタリア」展示アゼルバイジャン
- 2007-シンガポール、オペラ・ギャラリーで有名なアーティストの展示会。参加した画家たち；マルク・シャガール、ユーリ・ゴルバチョフ、ユーリ・クーパー、サキット・ママドブ
- 2007- 展示会、イスタンブール、トルコ
- 2009-ソウル、韓国で第4回国際シルクロード展示会
- 2009-ロンドンでSothbeyの展示会ホールでアゼルバイジャン画家たちの展示会、イギリス
- 2009-ブリュッセル市の欧州議会の建物で個展、ベルギー
- 2010-モスクワの Manejギャラリーで「近代と伝統」の国際展示会、ロシア
- 2010-バクー市の「ギャラリー1969」展示ホールで個展、国の賞を受賞しました
- 2010-アゼルバイジャンのガバラ市で第一回の国際美術展で展示会
- 2011-第二回の国際美術展ガバラ市、アゼルバイジャン
- 2013-第三回のガバラ市の国際美術展で最優秀を受けました。
- 2013-ヘイダル・アリエフセンターで個展、ユネスコ・アーティスト協会のディプロマ、バクー、アゼルバイジャン
- 2014-中国の国際展示会「平和」 上海
- 2014-リスボンの国際芸術祭で最優秀を受けました、ポルトガル
- 2015-世界芸術アカデミーが主催した展示会で アカデミーのメンバーのメダルを授与されました。バクー、アゼルバイジャン
- 2015-ルーヴル美術館のCarusel de Louvre展示会 、ATEAユニオンの騎士「グレートゴールデンスター」のメダルを受けました。

アワード
- アゼルバイジャンの名誉アーティスト
- マルタ連合の国際騎士のメダル.
- ロシアでアゼルバイジャン人画家として「千年の人」受賞
- アゼルバイジャンの「国子」賞
- トルコのドルマバフチェ宮殿博物館の展示会の最優秀
- ドイツのグランドナイトのゴルドスター賞
- アゼルバイジャンの「デデ・ゴルグト」の賞
- ロシアの芸術 アカデミーの教授とメダリスト
- ヨーロッパの自然科学アカデミーのメンバー
- ロシアの世界芸術アカデミーのメンバー
- の名誉教授
- 国際騎士連合 のメダル
- ロシアの皇帝アレクサンドル の賞
- イタリアのレオナルド・ダ・ヴィンチのメダル
- ドイツアカデミー名誉教授
- オーストリアモーツァルトのメダル
- ロシアの世界アカデミーメダル
- ヨーロッパの名誉の賞
- ロシアの「ヴェラ」アワード
- イタリアの金メダル
- ドイツの友人の賞
- ロシア帝国芸術アカデミーの賞
- 「ヴェラ」賞[6]
- フランスの「グレートゴールデンスター」賞
- 「平和」の展示会の国際メダ
- 第三回のガバラ市の国際美術展で最優秀

## サキット・ママドブの個人美術館
サキット・ママドブの個人美術館では170枚以上の作品が展示されている。歌集Rilayanaの「Saf」という曲もこの美術館で撮影された。
| スタブアイコン | サブスタブ | この項目は、まだ閲覧者の調べものの参照としては役立たない、人物に関連した書きかけの項目です。この項目を加筆・訂正などしてくださる協力者を求めています（P:人物伝/PJ:人物伝）。 |